# Kabinett Okyar
Das Kabinett Okyar war die dritte Regierung der Türkei, die vom 22. November 1924 bis zum 3. März 1925 von Fethi Okyar geführt wurde.
Bei den Wahlen im Juni 1923 war nur die Müdâfaa-i hukuk cemiyetleri zugelassen, die im September 1923 zur Halk Fırkası (ab November 1924 Cumhuriyet Halk Fırkası, ab 1935 Cumhuriyet Halk Partisi) umbenannt wurde. Nach der Flucht des Sultans verabschiedete die Große Nationalversammlung der Türkei am 29. Oktober 1923 eine Verfassungsänderung, erklärte die Türkei zur Republik und den Präsidenten zum Staatsoberhaupt. Zum ersten Präsidenten wurde Mustafa Kemal Atatürk gewählt, der İsmet İnönü zum Ministerpräsidenten ernannte.:38 f.
Mit der Flucht des Sultans wurde Abdülmecid II. zum neuen Kalifen. Für Atatürk war das Kalifat jedoch ein Hindernis auf dem Weg in eine moderne Türkei und er regte eine Diskussion über eine Abschaffung an. Im Winter 1923/24 kam es zu einer Kampagne von Unterstützern des Kalifats und des Hauses Osman. Staatspräsident und Regierung reagierten mit Härte. Man entsandte ein „Unabhängigkeitstribunal“, das die Presse verwarnte und die lautstärksten Befürworter des Kalifats zu hohen Freiheitsstrafen verurteilte. Mit Beginn der neuen Sitzungsperiode der türkischen Nationalversammlung am 3. März 1924 verabschiedeten die Abgeordneten ein Gesetz, das die Abschaffung des Kalifats und die Ausweisung aller Familienangehörigen der Dynastie Osman vorsah.:39 f.
Nachdem die Minderheit der „Osmanisten“ in der HF an den Rand gedrängt sahen, traten sie aus der Halk Fırkası aus und 32 Abgeordnete gründeten die Terakkiperver Cumhuriyet Fırkası (TCF). Anders als die HF setzte sich die TCP zwar auch für Nationalismus und Säkularismus ein, wollte aber weniger Zentralismus und Autoritarismus und langsamere Reformen im Einklang mit den Traditionen des Landes. Der Zuspruch in den Großstädten des Landes für die neue Partei war so groß, dass sich Atatürk zu schnellem Handeln entschloss: Er entließ İnönü und berief den liberalen Fethi Okyar zum neuen Ministerpräsidenten.:40
Nachdem Atatürk zum Jahreswechsel 1923/24 die kurdische Sprache in der Öffentlichkeit verboten hatte und Kurdenführer nach Westanatolien verbannt hatte, brach im Februar 1925 ein Kurdenaufstand unter Führung von Scheich Said aus. Erneut reagierte Atatürk schnell: Er verbot die TCP und ließ den Aufstand der Kurden niederschlagen. Okyar wurde entlassen und İnönü erneut Regierungschef.:40

## Regierung
| Titel                                                     | Name                      | Partei | Amtszeit                                                         |
| --------------------------------------------------------- | ------------------------- | ------ | ---------------------------------------------------------------- |
| Ministerpräsident und Verteidigungsminister               | Fethi Okyar               | CHF    |                                                                  |
| Justizminister                                            | Mahmut Esat Bozkurt       | CHF    |                                                                  |
| Innenminister und Minister für Bauen und Siedlungswesen   | Recep Peker Cemil Uybadın | CHF    | 22. November 1924 – 5. Januar 1925 5. Januar 1925 – 3. März 1925 |
| Außenminister                                             | Şükrü Kaya                | CHF    |                                                                  |
| Finanzminister                                            | Abdülhalik Renda          | CHF    |                                                                  |
| Bildungsminister                                          | Şükrü Saracoğlu           | CHF    |                                                                  |
| Minister für öffentliche Arbeiten                         | Fevzi Pirinççioğlu        | CHF    |                                                                  |
| Minister für Gesundheit                                   | Mahzar Germen             | CHF    |                                                                  |
| Minister für Handel                                       | Ali Cenani                | CHF    |                                                                  |
| Minister für Landwirtschaft und dörfliche Angelegenheiten | Fehmi Ataç                | CHF    |                                                                  |
| Marineminister                                            | İhsan Eryavuz             | CHF    |                                                                  |